# Azerbejdżańska ofensywa w Górskim Karabachu w 2023 roku
Azerbejdżańska ofensywa w Górskim Karabachu (w Azerbejdżanie oficjalnie lokalna operacja antyterrorystyczna) – krótkotrwały konflikt zbrojny pomiędzy nieuznawaną przez społeczność międzynarodową Republiką Górskiego Karabachu a Azerbejdżanem, który wybuchł 19 września 2023 roku. 20 września zawarto porozumienie o zawieszeniu broni między obiema stronami.
Konsekwencją konfliktu jest rozwiązanie Republiki Górskiego Karabachu po zakończeniu 2023 roku i ucieczka ze spornego regionu do Armenii ok. 100 tys. Ormian.

## Przyczyny

Sytuacja w Górskim Karabachu po wojnie 44-dniowej

Górski Karabach to samozwańcze państwo nieuznawane przez społeczność międzynarodową, de iure należące do Azerbejdżanu. W wyniku porozumienia kończącego wojnę 44-dniową (II wojnę o Górski Karabach) Górski Karbach utracił znaczną część swojego wcześniejszego terytorium, w tym między innymi miasta Ağdam i Şuşa. Wobec tego dużego znaczenia nabrała jedyna droga łącząca Armenię i Górski Karabach – korytarz laczyński. Według porozumienia korytarz miał być ochraniany przez rozlokowane w regionie rosyjskie siły pokojowe.
Od czasu przejęcia władzy przez Nikola Pasziniana doszło do zmniejszenia zaangażowania Armenii w sprawy Górskiego Karabachu po latach intensywnej karabachizacji życia politycznego Armenii. Dodatkowo po wcześniejszej wojnie i pandemii COVID-19 znalazła się w trudnym położeniu ekonomicznym.
Od 12 grudnia 2022 roku trwała blokada korytarza laczyńskiego prowadzona przez Azerów podających się za aktywistów ekologicznych, faktycznie mających powiązania z rządem Azerbejdżanu. Skutkiem blokady był kryzys humanitarny w Górskim Karabachu.
Dodatkowo w wyniku inwazji Rosji na Ukrainę osłabiło się rosyjskie zainteresowanie regionem. 
Na kilka tygodni przed rozpoczęciem wojny Armenia ostrzegała, że Azerbejdżan koncentruje swoje wojska przy granicy z Górskim Karabachem.

## Przebieg

### Walki
19 września azerbejdżańskie Ministerstwo Obrony ogłosiło rozpoczęcie lokalnej „operacji antyterrorystycznej”, do której celów należą m.in. przywrócenie porządku konstytucyjnego, wyparcie armeńskich sił z Azerbejdżanu, ochrona ludności cywilnej i „stłumienie prowokacji na dużą skalę”. Według strony azerbejdżańskiej operacja ma być odpowiedzią na wrogie działania Górskiego Karabachu, takie jak domniemane zaminowanie drogi do Şuşy, które miało spowodować śmierć sześciu Azerów (według Armenii azerbejdżańskie oświadczenia noszą znamiona dezinformacji).
Azerbejdżan zadeklarował, że zaatakuje jedynie cele wojskowe przy użyciu broni precyzyjnej, choć już pierwszego dnia walk rannych zostało wielu cywilów.
Strona azerbejdżańska informowała o dziesiątkach zniszczonych obiektów i celów wojskowych. Stacjonujące w regionie rosyjskie siły pokojowe nie zaangażowały się w konflikt.
Według mediów w Górskim Karabachu miało dojść do ogłoszenia alarmu przeciwlotniczego, a pod ostrzałem miał znaleźć się Stepanakert. Przed południem 19 września miało dojść do zmasowanego ataku powietrznego i artyleryjskiego na Górski Karabach, za którym poszły działania lądowe armii azerbejdżańskiej.
Według karabaskiego Rzecznika Praw Obywatelskich w czasie walk śmierć poniosło około 200 osób z Górskiego Karabachu, a rannych zostało około 400. Według informacji azerbejdżańskich w czasie wojny śmierć poniosło 192 żołnierzy tego kraju.
W czasie walk w wyniku azerbejdżańskiego ostrzału zginęło również sześciu żołnierzy rosyjskich sił pokojowych.
     Azerbejdżan
     Armenia i Górski Karabach
     Państwa, które potępiły Azerbejdżan
     Państwa, które zajęły stanowisko neutralne lub wezwały do pokoju
     Państwa, które wsparły Azerbejdżan
     Państwa, które nie zajęły stanowiska

Reakcje na wojnę w Górskim Karabachu
Azerbejdżan
Armenia i Górski Karabach
Państwa, które potępiły Azerbejdżan
Państwa, które zajęły stanowisko neutralne lub wezwały do pokoju
Państwa, które wsparły Azerbejdżan
Państwa, które nie zajęły stanowiska

Administracja prezydenta Azerbejdżanu poinformowała, że operacja będzie kontynuowana aż do końca, chyba że ormiańskie siły złożą broń.

### Zawieszenie broni i negocjacje
20 września władze Górskiego Karabachu zgodziły się na zaproponowane przez Rosję zawieszenie broni (trwa ono od godziny trzynastej 20 września). Kluczowym elementem porozumienia jest całkowite rozbrojenie sił wojskowych Górskiego Karabachu. 
21 września rozpoczęły się rozmowy na temat reintegracji Górskiego Karabachu z Azerbejdżanem, które odbywają się w Yevlaxu. 25 września w miejscowości Iwanian rozpoczęła się kolejna tura rozmów, tym razem dotycząca pomocy humanitarnej. 
Azerbejdżan w pełni kontroluje region Górskiego Karabachu. 29 września według mediów samochody azerbejdżańskiej policji były widziane w Stepanakercie, tego samego dnia flaga Azerbejdżanu zawisła na znajdującym się w mieście pomniku My i Nasze Góry (tatik-papik). 15 października Stepanakert odwiedził prezydent Azerbejdżanu i uroczyście podniósł na jego terenie flagę Azerbejdżanu.

## Skutki

### Rozwiązanie Republiki Górskiego Karabachu
28 września 2023 roku prezydent Górskiego Karabachu Samwel Szahramanian podpisał dekret, w myśl którego 1 stycznia 2024 roku wszystkie struktury Republiki Górskiego Karabachu zostały rozwiązane, co zakończyło istnienie kraju. Oznacza to, że po ponad trzydziestu latach Górski Karabach utracił niepodległość i stał się integralną częścią Azerbejdżanu.

### Uchodźcy – „exodus Ormian”
Azerbejdżan oficjalnie zapewnił, że ludność ormiańska żyjąca na terenie Górskiego Karabachu będzie miała zagwarantowane prawa i nie będzie krzywdzona. Pomimo tego rozpoczęła się migracja części ludności ormiańskiej z Górskiego Karabachu do Armenii. Jedną z przyczyn migracji jest strach przed czystkami etnicznymi. Według danych z 28 września 2023 roku do Armenii przybyło około 93 000 mieszkańców Górskiego Karabachu, co stanowi około trzy czwarte liczby mieszkańców regionu sprzed wojny (według szacunków przed wojną Górski Karabach zamieszkiwało 120 000 osób). Masowe migracje zostały nazwane przez media exodusem Ormian. W czasie próby przekroczenia granicy z Armenią korytarzem laczyńskim aresztowany został pełniący wcześniej funkcję ministra stanu Górskiego Karabachu Ruben Wartanian. Przez cześć ekspertów do spraw prawa międzynarodowego exodus Ormian został uznany za popełnioną przez Azerbejdżan zbrodnię wojenną lub zbrodnię przeciwko ludzkości.